# فرهنگ ام‌النار
فرهنگ ام‌النّار (عربی: أُمّ النَّـار) با ترجمه تحت‌اللفظی مادر آتش، محوطه‌ای فرهنگی متعلق به عصر برنز است که در حدود ۲۶۰۰ تا ۲۰۰۰ سال پیش از میلاد در منطقه‌ای که امروزه امارات متحده عربی و شمال عمان است، وجود داشته است. ریشه نام این فرهنگ از جزیره‌ای به همین نام گرفته شده است که در مجاورت شهر ابوظبی پایتخت امارات متحده عربی قرار دارد و شواهد و یافته‌های اولیه برای تعریف این دوره در آنجا یافت شد.

مردم فرهنگ ام‌النّار واسطه‌های تجاری منطقه‌ای مهمی بین تمدن‌های باستانی سومر در بین‌النهرین و تمدن دره سند بودند. این منطقه و فرهنگ نزد سومری‌ها به نام ماجان شناخته شده بود و منبع مس و دیوریت تمدن سومر و همچنین یک انبار تجاری برای سایر کالاها از دره سند از جمله سنگ‌های جواهری عقیق جگری به‌شمار می‌رفت.